# Ульяновская (Устьянский район)
Ульяновская — деревня в Устьянском районе Архангельской области.

## География
Находится в южной части Архангельской области на расстоянии приблизительно 21 км на юг по прямой от административного центра района поселка Октябрьский на левом берегу речки Заячья.

## История
В 1859 году здесь (деревня Вельского уезда Вологодской губернии) было учтено 19 дворов. До 2022 года была административным центром Ростовско-Минского сельского поселения до его упразднения.

## Население
Численность населения: 128 человек (1859 год), 506 (русские 99 %) в 2002 году, 491 в 2010.